# Schließmuskel (Band)
Schließmuskel war eine deutsche Fun-Punk-Band der späten 1980er und frühen 1990er aus Hamminkeln. Zusammen mit Gruppen wie den Mimmi’s und den Abstürzenden Brieftauben zählten sie zu den bekanntesten deutschen Bands des Genres.

## Bandgeschichte
Nach der Bandgründung 1983 durch Ede Wolff (Gitarre), Schlaffke Wolff (Gesang), Techt Tetmeyer (Schlagzeug) und Böckler Hachenberg (Bass) erschien 1986 ihr Debütalbum Komm setz' dich zu uns (EP, We Bite Rec.), ein Jahr darauf die erste Langspielplatte Untergang der abendländischen Kultur. In den nächsten Jahren spielte Schließmuskel zusammen mit Punkgrößen wie den Spermbirds, MDC und den Adicts.
1990 war Schließmuskel Teilnehmer des „Festivals der Volxmusik“, das die wichtigsten deutschen Fun-Punk-Interpreten zusammenbrachte. Die im gleichen Jahr erschienene Veröffentlichung Weniger Fett, mehr Muskeln (Mini-LP/CD) erreichte vierstellige Verkaufszahlen und hielt sich wochenlang in den Independent-Charts.
Mitte der 1990er wurde es ruhiger um die Gruppe, die sich von ihrem Plattenlabel trennte. 1993 traten die Musiker als Vorband der Toten Hosen auf. Es erfolgte eine Umbenennung in „Die Muskeln“, und in den Folgejahren zog sich die Band zurück, veröffentlichte jedoch weiterhin Tonträger, im Jahr 2000 auch wieder unter dem alten Bandnamen.
Sänger Schlaffke Wolff begann nach dem Rückzug der Gruppe aus der Musikszene unter dem Namen „Zwakkelmann“ ein musikalisches Soloprojekt.
Ende 2005 fand sich die Band jedoch noch einmal unter ihrem ursprünglichen Namen in Originalbesetzung zusammen und spielte im Druckluft Oberhausen sowie Anfang 2006 in der Zeche Carl in Essen. Gerüchte von einer Reunion wurden aber zurückgewiesen.
Am 28. Dezember 2013 kam es zu einem weiteren umjubelten Auftritt im Rahmen des „Punk im Pott“-Festivals in der Turbinenhalle Oberhausen. Es wurde wieder in der Originalbesetzung gespielt. Anlass war das 30-jährige Bühnenjubiläum.
Am 5. Juni 2025 veröffentlicht die Band über das Musiklabel "Sterbt Alle Records" eine Vinylsingle mit zwei neuen Liedern. „Liegeradfahrer - halt`s Maul“ und „Wir können es noch“ erscheinen ebenfalls online über alle gängigen Streamingdienste.

## Stil
Schließmuskel selbst hat die Einordnung unter den Musikstil „Fun-Punk“ nach eigenen Angaben stets abgelehnt und schätzte sich selbst eher als Hardcore- bzw. Punkband mit Elementen aus u. a. Schlager ein.

## Diskografie
- 1986: Komm setz' dich zu uns (EP, We Bite Records/SPV)
- 1987: Untergang der abendländischen Kultur (LP, We Bite Records/SPV)
- 1989: Sehet, welch ein Mensch (LP/CD, We Bite Records/SPV)
- 1990: Weniger Fett, mehr Muskeln (MLP/MCD, We Bite Records/SPV)
- 1991: Alphabet der Mafia (LP/CD, We Bite Records/SPV)
- 1992: Die Muskeln live (LP/CD, We Bite Records/SPV)
- 1994: Stromgitarrenspieler (MCD, Impact Records/SPV)
- 1996: Abstieg in den Ruhm (CD, Big Easy/Indigo) (als Die Muskeln)
- 2000: Aufstand alter Männer (CD, Empty Records/EFA)
- 2008: 1986-89 - Sehet, welch ein Untergang! (CD/Plastic Bomb Records) (Die EP und die ersten 2 LPs auf einer CD)
- 2025 Aufstand alter Männer (LP, Sterbt Alle Records/Broken Silence) (mit neuem Cover und Artwork)
- 2025 „Liegeradfahrer - halt`s Maul“ und „Wir können es noch“ (Vinylsingle und digital, Sterbt Alle Records/Broken Silence)